# Chelsea Olivia Wijaya
Chelsea Olivia Wijaya (Bandar Lampung, 29 de julio de 1992) es una actriz y cantante indonesia, de ascendencia española y china por parte de su padre. Chelsea es la más joven de sus tres hermanos.

## Logros
- Putri Bobo Favorit 2002
- Warna Buyung Upik Favorit 2003

## Cinematografía

### Filmografía
- Bukan Bintang Biasa (2007)
- Summer Breeze (2008)
- Suka Ma Suka (2009)
- Seoul With In Love (2010)
- Cinderella Marah (2011)

### Sinetron
- Setetes Embun
- Bayangan Adinda
- Serberkas Kasih Mama
- Matahariku (sinetron)
- Tuhan Ada Dimana-mana
- Kodrat
- Cincin sbg Sasta
- Penyihir Cinta sbg Kezia
- Maha Cinta
- Cewek Penakluk
- Loni Cantik Maukah Kamu Jadi Pacarku
- Pangeran Penggoda sbg Bulan
- Mawar sbg Mawar
- Buku Harian Nayla sbg Nayla
- Menanti Keajaiban Cinta sbg Nadia
- Chelsea sbg Chelsea
- Melati untuk Marvel sbg Melati
- Mawar Melati sbg Melati
- Cinta Melody sbg Melody
- "Antara Cinta dan Dusta" sbg Atikah

## Discografía
- Soundtrack Bukan Bintang Biasa bersama BBB (prod. Aquarius Musikindo)
- Soundtrack sinetron Antara Cinta dan Dusta bersama Evan Sanders (prod. Melly Goeslaw)

## Anuncios
- Indomie
- Vaseline
- Gary Wafer Coklat
- Metalizer bersama Samuel Zylgwyn
- Kentucky Fried Chicken
- Ando bersama Glenn Alinskie
- Washington Apel
- Kalpanax
- AW bersama Dimas Beck dan Mischa
- Vipro G
- Decolith Paint
- Inaco Jelly
- Toyota Kijang Innova dengan Rezky Aditya, Maia, Estianty dan Wulan Guritno
- Anda Apel
- XL bersama Raffi Ahmad
- PLN
- Indovision
- Yamaha Mio
- Kulkas Sharp Samurai
- Batavia Air
- Hyundai i10
- Kia Picanto
- Real Good
- Daihatsu Sirion
- Toshiba Glacio bersama Gita Gutawa dan Helmy Yahya
- Bontea Green
- Simas Mobil
- Panadol Cold & Flu
- Redoxon Double Action
- Mie Sedap
- Fanbo bersama Dian Sastrowardoyo
- Mitsubishi Maven
- Smart Fortwo